# Vatairea fusca
Vatairea fusca är en ärtväxtart som först beskrevs av Adolpho Ducke, och fick sitt nu gällande namn av Adolpho Ducke. Vatairea fusca ingår i släktet Vatairea och familjen ärtväxter. Inga underarter finns listade i Catalogue of Life.